# Stazione di Ballymena
La stazione di Ballymena ( in inglese britannico Ballymena railway station) è una stazione ferroviaria che fornisce servizio a Ballymena e dintorni, contea di Antrim, Irlanda del Nord. Attualmente l'unica linea che vi passa è la Belfast-Derry. La stazione fu aperta il 4 dicembre 1855.

## Ubicazione
La stazione si trova appena fuori dal centro della città di Ballymena, sulla Galgorm Road ed è collegata alle cittadine limitrove da linee di bus. Si trova, a livello ferroviario, tra la stazione di Cullybackey e quella di Antrim.

## Treni
Dal settembre 2009, da lunedì a sabato c'è un treno ogni due ore, per direzione, verso o la stazione di Belfast Great Victoria Street o quella di Londonderry, con servizi aggiuntivi durante le ore di punta. Ci sono cinque treni giornalieri per direzione durante la domenica. Tutti i servizi sono forniti dall'operatore ferroviario nordirlandese, la Northern Ireland Railways.

## Servizi ferroviari
- Belfast-Derry

## Servizi
- Biglietteria self-service
- Capolinea autolinee extraurbane
- Sottopassaggio
- Servizi igienici